# Coccophagus jasnoshae
Coccophagus jasnoshae is een vliesvleugelig insect uit de familie Aphelinidae. De wetenschappelijke naam is voor het eerst geldig gepubliceerd in 1978 door Sugonjaev.